# Lerchenberg (Eisenach)

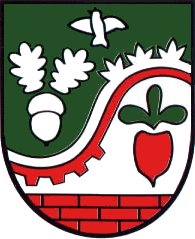
Das Lerchenberger Ortswappen

Die Gemeinde Lerchenberg war eine kurzlebige Gemeinde im Landkreis Eisenach in Westthüringen, welche vom 10. Dezember 1991 bis zum 30. Juni 1994 bestand und anschließend in die Stadt Eisenach eingemeindet wurde.

## Geschichte
Bereits in den späten 1980er Jahren zeichnete sich eine unausweichliche Vergrößerung des Eisenacher Stadtgebietes ab, nach dem in den 70er und 80er Jahren das Neubaugebiet „Kuhgehänge“ das bebaute Stadtareal bereits bis an den südlichen Rand der Autobahn ausgedehnt hatte.
In den nördlich angrenzenden Ortschaften, vor allem im unmittelbar nördlich der Autobahn gelegenen Stregda regte sich Trotz und Widerstand gegen eine formelle Eingemeindung nach Eisenach, man fühlte sich in einer Opferrolle, wollte die dörfliche Identität bewahren. Deshalb gründete sich in Stregda 1989 eine lokalpatriotische Bürgerinitiative mit dem Ziel, die staatlich verordnete Eingemeindung abzuwehren. Mit der politischen Wende im Herbst 1989 bestand die reale Chance, die überkommenen Strukturen in der Region neu aufzubauen.
Als ein Druckmittel zum Schutz ihrer Interessen wählten die Gemeinden Stregda, Neukirchen, Berteroda und Madelungen (mit demokratischer Bestätigung) die Bildung einer Großgemeinde, später Einheitsgemeinde, welche unter dem Namen „Lerchenberg“ am 10. Dezember 1991 gebildet wurde.
Der namensgebende Berg befindet sich anteilig in den Gemarkungen Madelungen, Neukirchen und Ütteroda. Das Werben um weitere Beitritte – insbesondere Ütteroda und Krauthausen – wurde von diesen Nachbargemeinden nicht erhört.
Mit der Mehrheit der Abgeordneten des Thüringer Landtages wurde am 1. Juli 1994 die kommunale Gebietsreform beschlossen, in deren Folge die Eingemeindung Lerchenbergs mit allen ehemals selbständigen Ortsteilen sowie weiterer angrenzender Orte eingeleitet wurde. Gegen die Eingemeindung nach Eisenach führte die Gemeinde Lerchenberg vor dem Thüringer Verfassungsgerichtshof erfolglos Klage.
Die Gemeinde Lerchenberg war somit nur eine recht kurze Episode in der Stadtgeschichte. Die vier früheren Ortsteile von Lerchenberg sind nun Ortsteile der Stadt Eisenach mit jeweils einer eigenen Ortsteilverfassung, so dass der Name Lerchenberg amtlich nicht mehr in Gebrauch ist.